# Abraham Roentgen

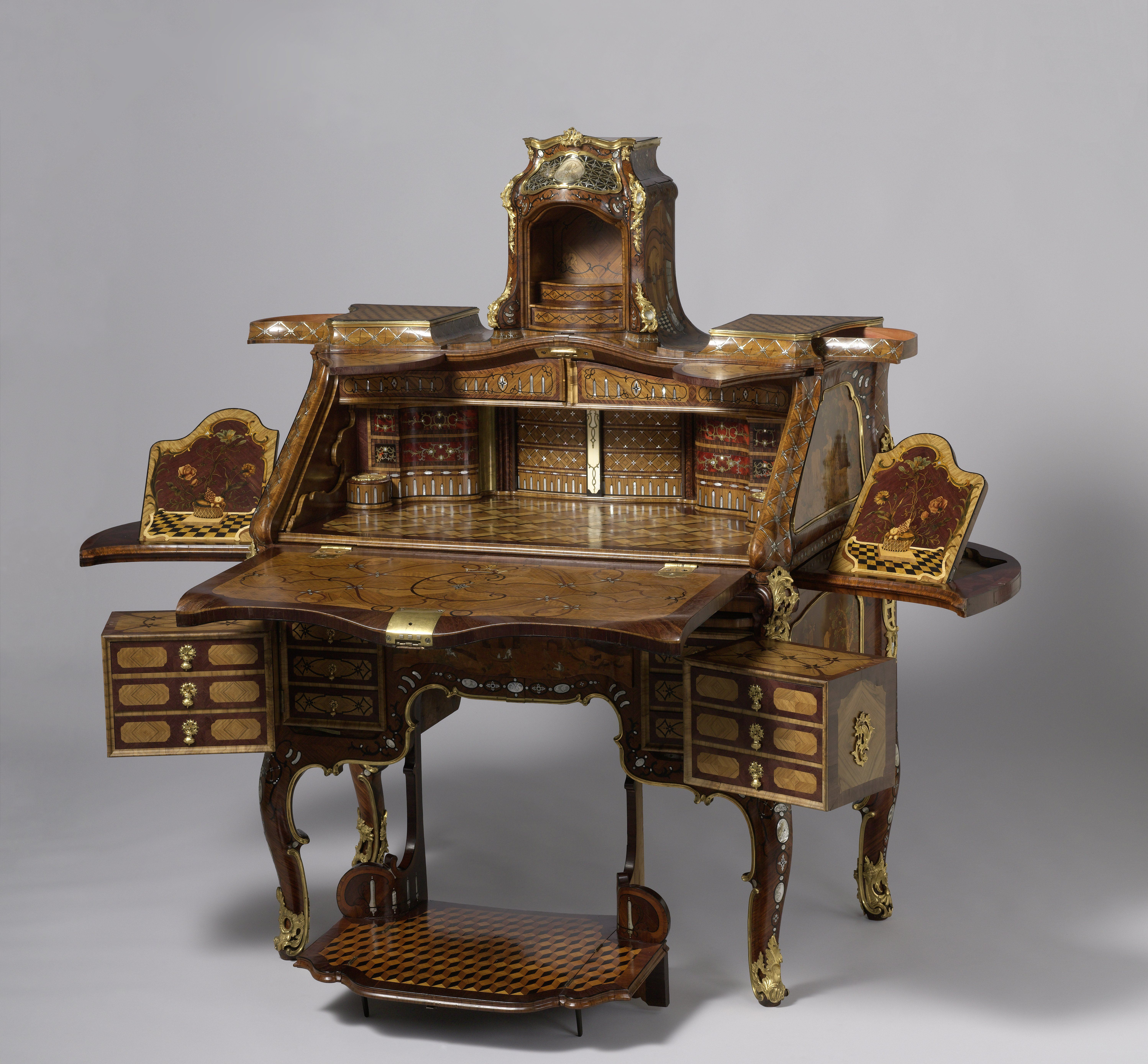
Stůl typu Bureau, ca. 1760. Rijksmuseum

Abraham Roentgen (30. ledna 1711 v Mülheim am Rhein, Německo – 1. března 1793 v Herrnhutu, Německo) byl německý ebenistický umělecký truhlář.
Roentgen se učil truhlářství od svého otce. Ve 20 letech odcestoval do Den Haagu, Rotterdamu a Amsterdamu, kde se učil u zavedených truhlářů. Stal se známým díky svému marketernímu dílu a pracoval v Londýně až do roku 1738. Poté se připojil a pracoval v komunitě Moravské církve; jeho manželkou se stala exulantka z Moravy.

## Život
Abraham Roentgen se v roce 1737 seznámil v Londýně s Mikulášem Ludvíkem Zinzendorfem a v roce 1738 se připojil k obnovené Jednotě bratrské.  Dne 18. dubna 1739 se oženil s exulantkou Susanne Marie Bausch (1717–1776), jež pocházela z Moravy a s níž se seznámil v Herrnhutu. Rodina se poté odstěhovala do Herrnhaagu. Rok po svatbě se na lodi John & Mary vydali mladí manželé na misii do zámoří a na cestě (v Texelu) Susanne porodila první dítě mrtvé. Loď John & Mary poblíž Bray Head ztroskotala a manželé se na čas usadili v osadě moravské církve Heerendijk (poblíž IJsselstein, trvání osady: 1736–1770). V roce 1742 se rodina vrátila do Herrnhaagu, tam si Abraham založil vlastní dílnu a zde se jim dne 11. srpna 1743 narodil syn David. V roce 1750 hrabě Zinzendorf komunitu v Herrnhaagu rozpustil a Roentgenova rodina se přestěhovala natrvalo do Herrnhutu. Tam později, po předání firmy synovi (1772) a po smrti manželky (1776), se Abraham Roentgen odstěhoval do sborového domu vdovců (1784), kde v roce 1793 zemřel. Jeho hrob se nachází v Herrnhutu na Božím poli.